# Erik Korchaguin
Erik Korchaguin (Mozdok, Unión Soviética, 16 de enero de 1979), futbolista ruso. Juega de delantero y su actual equipo es el FC Volga Tver de la Segunda División de Rusia.

## Clubes
| Club                | País      | Año       |
| ------------------- | --------- | --------- |
| AS Saint-Étienne    | Francia   | 1994-1998 |
| MVV Maastricht      | Holanda   | 1998-2000 |
| Akademisk Boldklub  | Dinamarca | 2000-2001 |
| PSV Eindhoven       | Holanda   | 2001-2003 |
| FC Dinamo Moscú     | Rusia     | 2003-2004 |
| Shinnik Yaroslavl   | Rusia     | 2005      |
| PFC Spartak Nalchik | Rusia     | 2006      |
| Lokomotiv Moscú     | Rusia     | 2007      |
| Torpedo Moscú       | Rusia     | 2008      |
| FC Zelenograd       | Rusia     | 2009      |
| FC Volga Tver       | Rusia     | 2010-     |

- Datos: Q2189624